# Consonne rhotique
En phonétique, les consonnes rhotiques sont des consonnes liquides qui sont traditionnellement représentées dans l'orthographe avec des symboles dérivés de la lettre grecque rho (ρ), y compris la lettre latine r et la lettre cyrillique p. Elles sont transcrites dans l'alphabet phonétique international par des variantes majuscules ou minuscules de la lettre r : r, ɾ, ɹ, ɻ, ʀ, ʁ, ɽ et ɺ.

## Référence
1. ↑  (en) Peter Ladefoged et Ian Maddieson, The Sounds of the World's Languages, Oxford, Blackwell, coll. « Phonological theory », 1996, XXI-425 p., 25 cm (ISBN 0-631-19814-8, 978-0-631-19814-7, 0-631-19815-6 et 978-0-631-19815-4, OCLC 489691681, LCCN 94049209). Ch. « Rhotics » p. 215–245.